# راز (فیلم ۲۰۰۷)
«راز» (انگلیسی: The Secret (2007 film)) فیلمی در ژانر مهیج به کارگردانی وینسنت پرز است که در سال ۲۰۰۷ منتشر شد. از بازیگران آن می‌توان به دیوید دوکاونی، اولیویا ترلبی، و لیلی تیلور اشاره کرد.